# Дарлинг, Грейс (актриса)
Грейс Дарлинг (англ. Grace Darling), урождённая Грейс Фостер (англ. Grace Foster; 20 ноября 1893 — 7 октября 1963) — американская актриса, активно снимавшаяся в Голливуде в эпоху немого кино. Наибольшую известность ей принесла роль Беатрис Фэйрфакс в одноимённом сериале 1916 года.

## Биография
Сообщается, что Дарлинг родилась в Нью-Йорке. В середине 1910-х была связана с контрактом с Hearst-Selig и писала для газеты Hearst путевые заметки о своих кругосветных путешествиях. Она была немного эксцентричной и была известна тем, что в период своей славы носила с собой куклу, одетую в причудливые наряды. Иногда её путали с актрисой Рут Дарлинг, погибшей в 1918 году в автокатастрофе в Сан-Франциско. Она рассказывала журналистам, что вышла замуж за актёра Пэта Руни, когда ей было 15 лет; несмотря на их окончательный развод, она ухаживала за ним на момент его смерти. Также она была замужем за Гарри Туреком из Сан-Франциско.

## Выброчная фильмография
- Цена обывателя (1921)
- Обычный грех (1920)
- Брошенная женщина (1920)
- Даже как Ева[англ.] (1920)
- Ложные боги (1919)
- Добродетельные люди (1919)
- Беатрис Фэйрфакс[англ.] (1916)
- Стеклянный пистолет (1914)
- Как мужчины предлагают[англ.] (1913)
- Месть карлика (1913)
- Перл в качестве детектива[англ.] (1913)
- Рыцари и дамы (1913)